# Кандийохай (округ)
Ка̀ндийоха́й (англ. Kandiyohi County) — округ в штате Миннесота, США. Административный центр и крупнейший город — Уилмар. По переписи 2000 года в округе проживают 41 203 человека. Площадь — 2232 км², из которых 2061,3 км² — суша, а 170,7 км² — вода. Плотность населения составляет 20 чел./км².

## История
Округ был основан в 1858 году.